# Kiryl Kaplenka
Kiryl Dsmitryjewitsch Kaplenka (belarussisch Кірыл Дзмітрыевіч Капленка, russisch Кирилл Дмитриевич Капленко Kirill Dmitrijewitsch Kaplenko; * 15. Juni 1999 in Minsk) ist ein belarussisch-russischer Fußballspieler.

## Karriere

### Verein
Kaplenka begann seine Karriere bei BATE Baryssau. Im Januar 2015 wechselte er nach Russland in die Jugend des FK Krasnodar. Im Januar 2017 schloss er sich Zenit St. Petersburg an. Zur Saison 2017/18 rückte er in den Kader der zweiten Mannschaft Zenits, für die er im Juli 2017 gegen den FK Tjumen in der Perwenstwo FNL debütierte. Im August 2017 stand er auch erstmals im Kader der Profis der Petersburger. Für diese gab er dann im September 2017 gegen den FK Ufa sein Debüt in der Premjer-Liga. Bis zum Ende der Spielzeit absolvierte er zwei Partien im Oberhaus und zehn Zweitligaspiele. In der Saison 2018/19 kam er ausschließlich für die Reserve zum Einsatz, für die er 22 Mal spielte. Mit Zenit-2 stieg er zu Saisonende aus der FNL ab.
Nach 16 Einsätzen in der Perwenstwo PFL in der Hinrunde 2019/20 wurde Kaplenka im Februar 2020 an den Erstligisten FK Orenburg verliehen. Bis zum Ende der Leihe kam er allerdings nur zu einem Einsatz für Orenburg, das zu Saisonende aus der Premjer-Liga abstieg. Im Juli 2020 wurde die Leihe um eine weitere Spielzeit verlängert. In der FNL kam er für Orenburg in der Saison 2020/21 zu 28 Einsätzen. Die Leihe wurde anschließend um eine weitere Spielzeit verlängert, in der Saison 2021/22 kam er dann zu 27 Zweitligaeinsätzen. Mit Orenburg stieg er nach zwei Jahren wieder in die Premjer-Liga auf. Nach dem Aufstieg wurde der Mittelfeldspieler im Juni 2022 fest verpflichtet. In der Saison 2022/23 kam er zu 20 Einsätzen im Oberhaus. In der Saison 2023/24 absolvierte er bis zur Winterpause zwölf Spiele für Orenburg.
Im Februar 2024 wechselte Kaplenka innerhalb der Liga zu Baltika Kaliningrad. Für Baltika kam er zu elf Einsätzen in der Premjer-Liga, aus der er mit dem Team aber abstieg. Nach drei Zweitligaeinsätzen zu Beginn der Saison 2024/25 wechselte Kaplenka im August 2024 zu Erstligist FK Chimki.

### Nationalmannschaft
Der gebürtige Belarusse Kaplenka spielte zwischen September 2018 und Juni 2019 viermal im russischen U-20-Team. Anschließend entschied er sich allerdings für sein Geburtsland zu spielen. Im November 2022 debütierte er dann in einem Testspiel gegen Syrien im belarussischen Nationalteam.

## Persönliches
Sein Vater Dsmitryj (* 1974) und sein älterer Bruder Mikita (* 1995) sind ebenfalls Fußballspieler. Der Belarusse Kaplenka nahm nach seinem Wechsel nach Sankt Petersburg 2017 zusätzlich einen russischen Pass an.